# Nova Odesa
Nova Odesa (Oekraïens: Нова Одеса) is een stad in het oblast Mykolajiv (Oekraïne) met 11.726 inwoners. Nova Odesa werd in 1776 gesticht en kreeg tweehonderd jaar later, in 1976, stadsrechten.

## Geografie
Nova Odesa ligt aan de Zuidelijke Boeg. De weg R06 loopt door de stad. Nova Odesa ligt centraal in het oblast Mykolajiv en was de hoofdplaats van het rajon Nova Odesa. In 2020 ging dit op in rajon Mykolajiv. De dichtstbijzijnde stad is Mykolajiv op zo'n 40 kilometer. Nova Odesa ligt verder nabij grote steden als Voznesensk (45 km), Basjtanka (50 km) en Cherson (100 km).

## Galerij

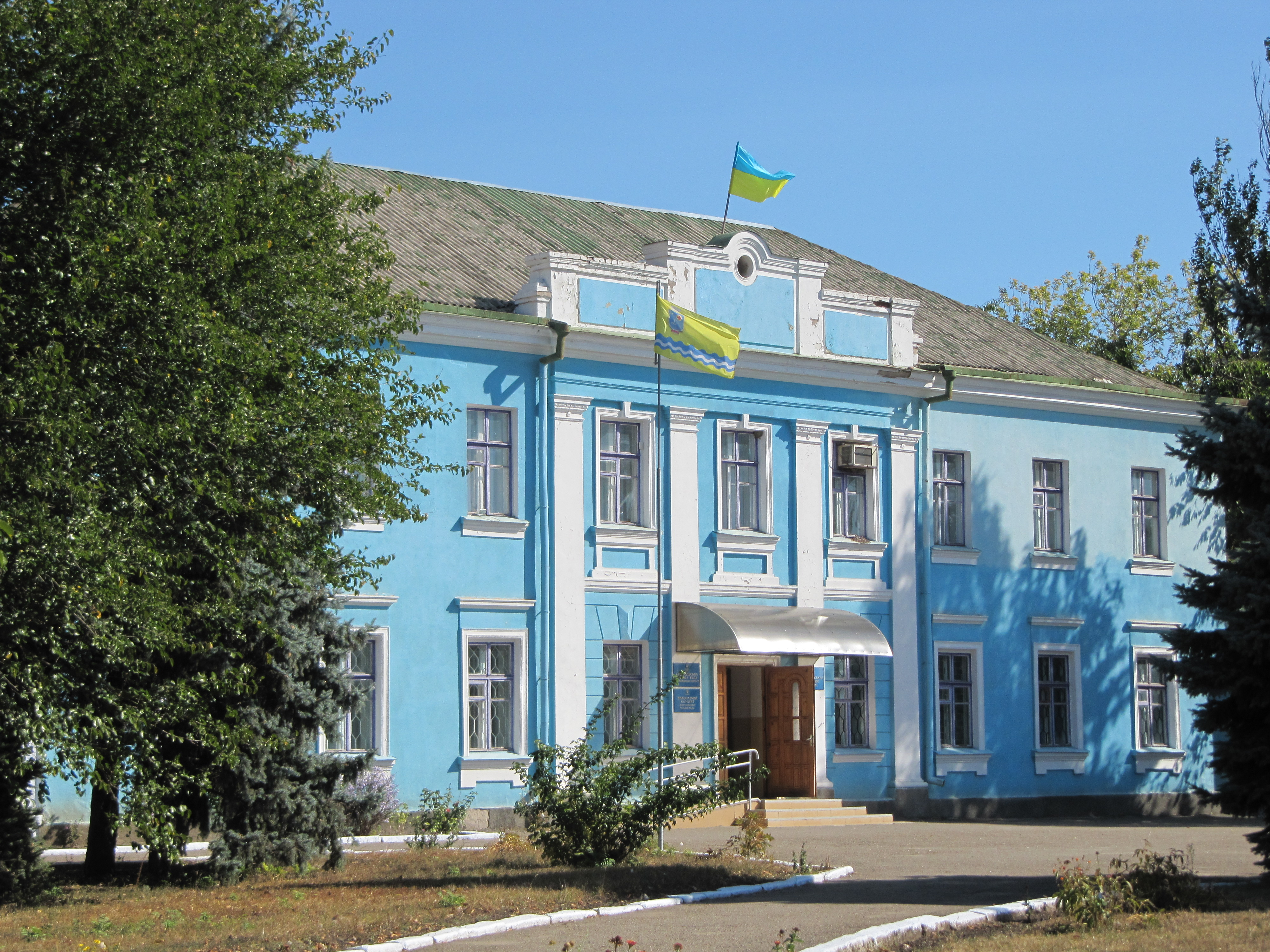
Stadhuis
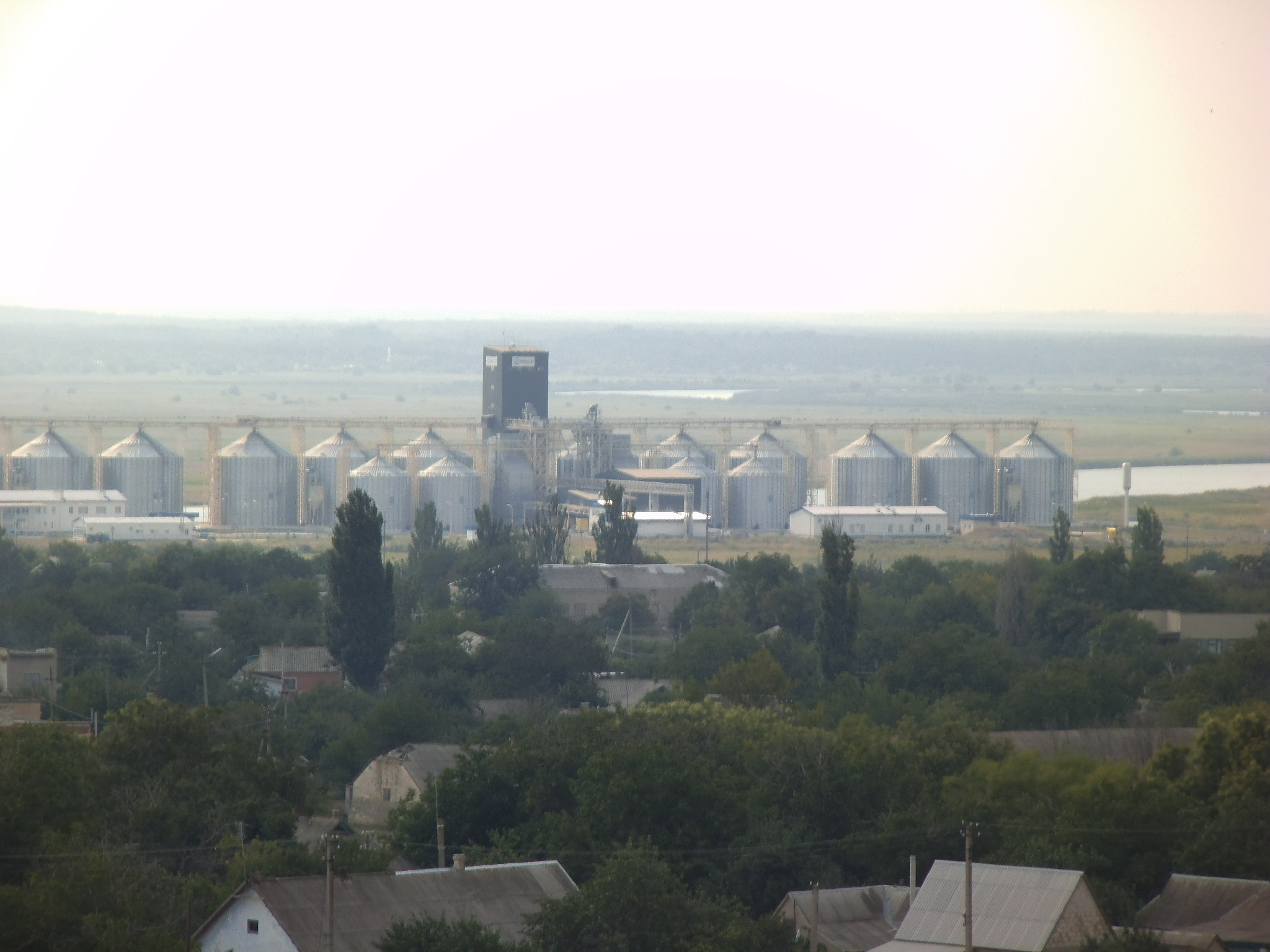
Graansilo's aan de rand van de stad
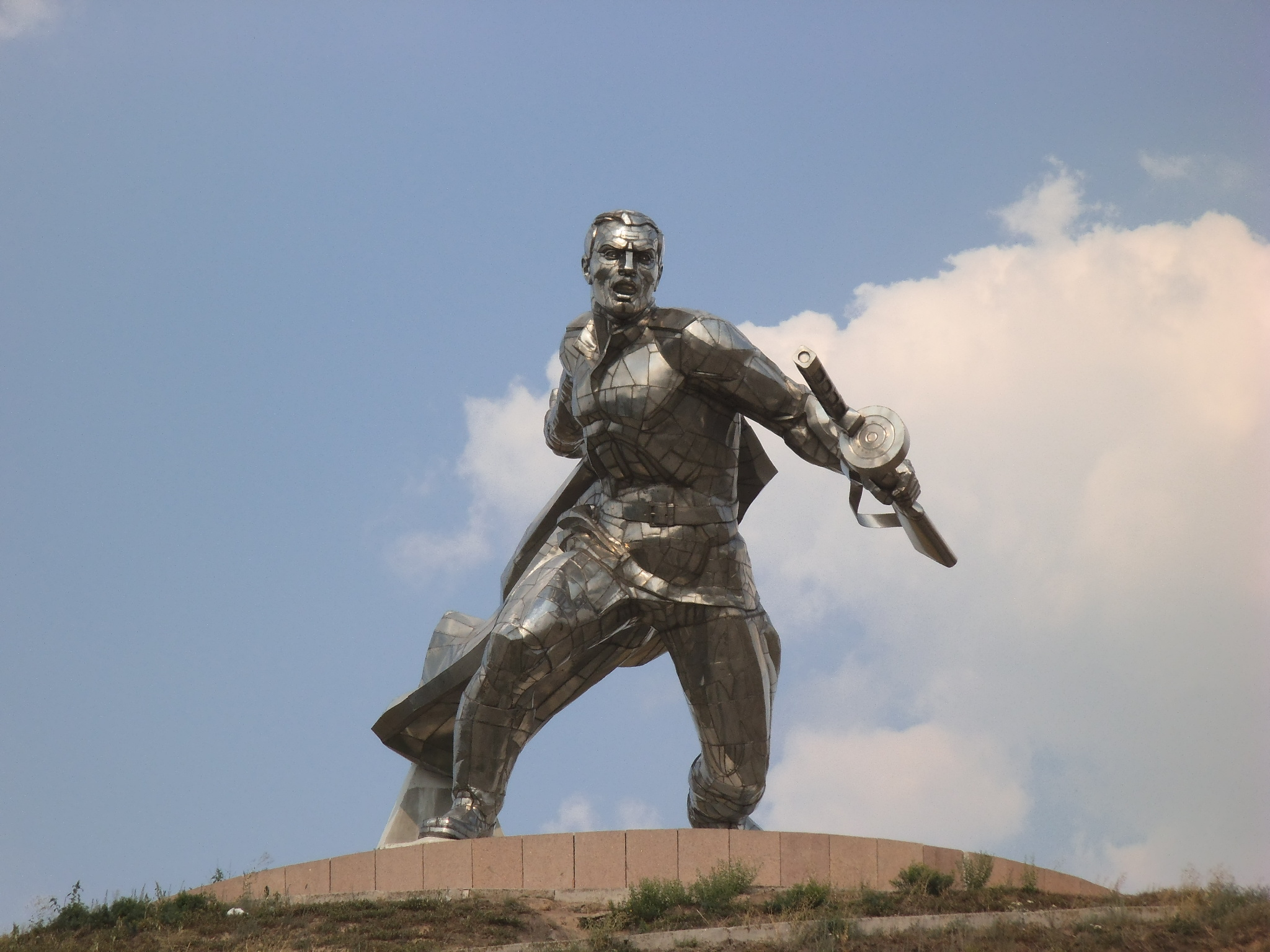
WOII-standbeeld
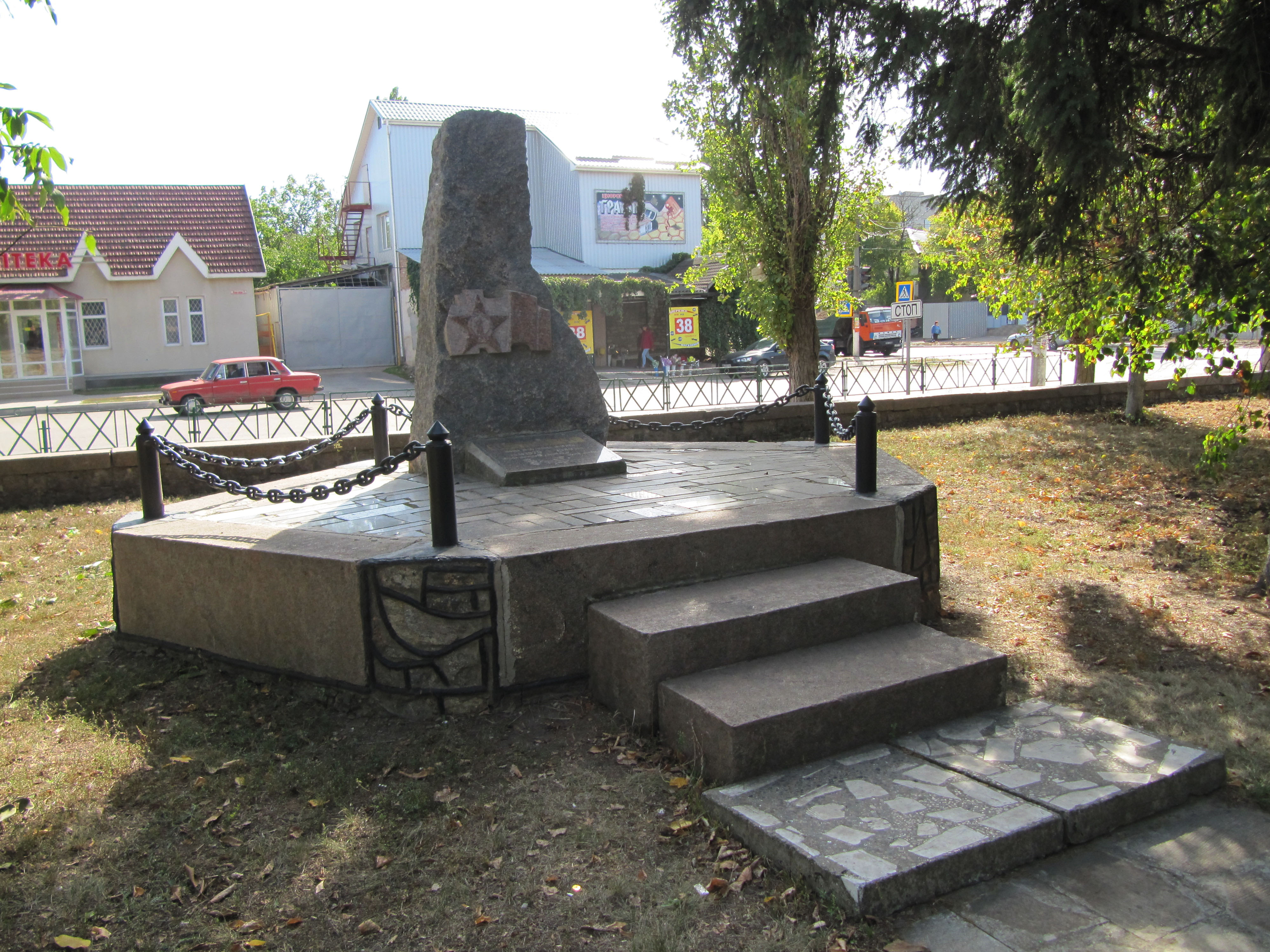
Monument ter nagedachtenis aan de Afghaanse Oorlog
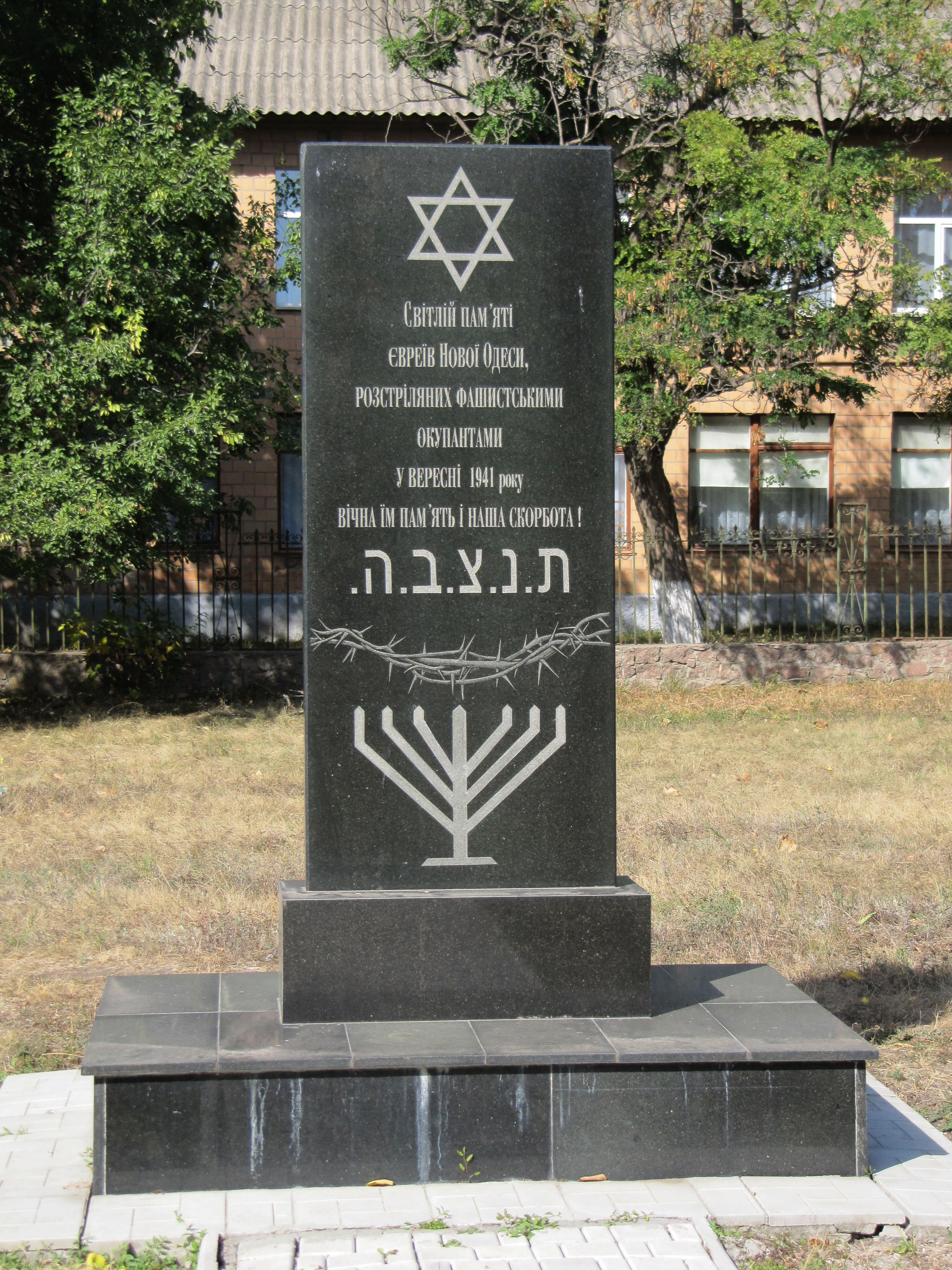
Holocaust-gedenkteken